# Бруни-Саркози, Карла
Ка́рла Бру́ни (итал. Carla Bruni, по заключении брака Карла Бруни (Брюни́)-Саркози, фр. Carla Bruni Sarkozy, род. 23 декабря 1967, Турин, Италия) — итало-французская супермодель, композитор, поэт-песенник и певица, а также экс-первая леди Франции. Третья жена 23-го президента Франции Николя Саркози.

## Фотомодель
Родилась 23 декабря 1967 года в Турине.
Падчерица промышленника (владельца концерна «Пирелли») и композитора Альберто Бруни-Тедески, дочь пианистки Марисы Борини. Её сестра Валерия Бруни-Тедески — актриса. Младший брат, Виржинио Бруни-Тедески умер от СПИДа в 2006 году.
С 5 лет живёт во Франции (хотя до июля 2008 г. имела только итальянское гражданство), училась в элитной школе-интернате в Швейцарии. Карьеру фотомодели начала в 19 лет, входила в двадцатку наиболее высокооплачиваемых моделей мира, работала с целым рядом домов моды.

## Певица
В 1997 году покинула подиум и выступает как певица; до брака с президентом выпустила два альбома с песнями как собственного сочинения (на французском и итальянском языках, Quelqu’un m’a dit, 2002), так и на стихи известных англоязычных поэтов (Кристины Россетти, Эмили Дикинсон, У. Б. Йейтса и других — альбом No Promises, 2007). В 2006 году Бруни приняла участие в альбоме памяти Сержа Генсбура Monsieur Gainsbourg Revisited. 11 июля 2008 года вышел её третий альбом, уже в качестве первой леди, под названием «Как ни в чём не бывало» (Comme si de rien n'était); он привлёк к себе большое внимание публики, за первые 3 дня было продано 14 100 экземпляров. К концу 2008 года альбом разошёлся тиражом в 500 000 экземпляров, из которых первые 300 000 были проданы во Франции.
Победительница престижного французского национального конкурса Виктуар де ля мюзик (2004).

## Частная и семейная жизнь
В 2001 году у 33-летней Бруни родился сын Орельен (Aurelien) от 23-летнего студента (впоследствии профессора философии и ведущего ряда радиопередач) Рафаэля Энтовена. Ранее Энтовен был женат на Жюстин Леви, дочери французского «медиатического интеллектуала» Бернара-Анри Леви, известного как BHL. Бруни в то время жила с отцом Энтовена и лучшим другом Леви, критиком, философом и издателем Жаном-Полем Энтовеном. Впоследствии Бруни и Энтовен-младший расстались, она посвятила ему песню «Рафаэль» в своём первом альбоме. Оскорблённая Жюстин Леви отомстила разлучнице в романе «Rien de grave» («Ничего особенного»), где нарисован довольно желчный портрет «Паулы», «самки богомола с улыбкой Терминатора». Бруни неоднократно заявляла, что ей «наскучила моногамия», среди её многочисленных возлюбленных, помимо отца и сына Энтовенов, были Мик Джаггер, Эрик Клэптон, Кевин Костнер, Венсан Перес и бывший премьер-министр Франции Лоран Фабьюс.

## Брак с Саркози
Знакомство Бруни с Николя Саркози произошло осенью 2007 года, вскоре после его развода; вместе они провели рождественские каникулы и посещали много мест отдыха. 8 января 2008 года Саркози на пресс-конференции подтвердил факт их романа и намекнул на то, что собирается жениться на Карле. 2 февраля 2008 года свадьба Бруни и Саркози состоялась в Елисейском дворце. Для Николя это третий брак. Тем самым он стал первым главой Французской республики, который женился, находясь в должности президента.
В марте 2008 года Карла сопровождала мужа во время официального визита в Великобританию, где к ней было приковано значительное внимание публики. Летом (не позднее 9 июля — публикация в «Фигаро») она получила французское гражданство.

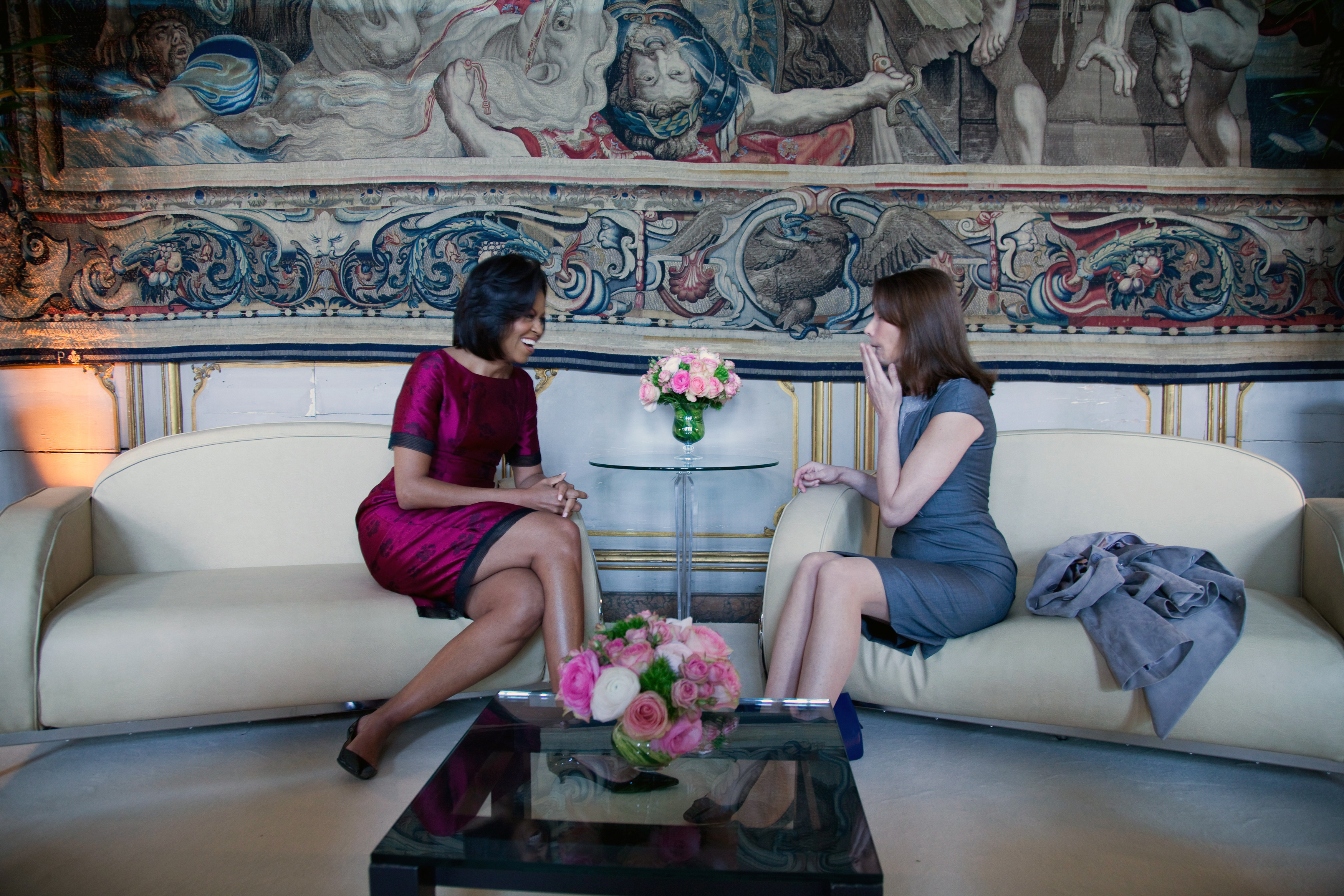
Первая леди Франции Карла Бруни-Саркози и Первая леди США Мишель Обама

19 октября 2011 года Карла Бруни родила дочь Джулию.

## Политические взгляды
Не будучи на тот момент гражданкой Франции, Карла Бруни не голосовала на президентских выборах 2007 года, но утверждала в одном из интервью, что отдала бы голос за оппонента Саркози — Сеголен Руаяль. Она высказывалась также против использования генетических тестов при воссоединении семьи (животрепещущий вопрос во Франции конца 2007 года, рассматривавшийся Конституционным советом). В целом она заверяет, что политической фигурой не является. Вышеупомянутая пресс-конференция Саркози — единственный текст, в котором она упоминается на официальном сайте президента республики.

## Награды
- Большой крест ордена Карлоса III (Испания, 24 апреля 2009 года)[6]

## Дискография
Студийные альбомы
- Quelqu’un m’a dit (2002)
- No Promises (2006)
- Comme si de rien n'était (2008)
- Little French Songs (2013)
- French Touch (2017)
- Carla Bruni (2020)